# Slatina (Croacia)
Slatina es una ciudad de Croacia en el condado de Virovitica-Podravina, región histórica de Eslavonia.

## Historia
La ciudad de Slatina se desarrolló en el cruce de importantes caminos que conectaban las regiones europeas del norte y del sur y las regiones del este y oeste de Croacia. Durante su historia, su nombre tuvo diversas variantes: Saladnah, Slatinaj, Zalathnuk, etc. En 1921 pasó a llamarse Podravska Slatina. Con la independencia croata en1991, su antiguo nombre histórico fue devuelto a Slatina en 1992.
Slatina se menciona por primera vez en el documento del obispo de Zagreb Mihovil emitido el 1 de septiembre de 1297 en Požega. El nombre de la ciudad está escrito  Zalathnuk. En ese momento, Slatina era propiedad de la diócesis de Zagreb.
Durante el feudalismo, Slatina era una ciudad comercial diocesana con una iglesia parroquial y un fuerte de madera, un castellum ubicado en una colina junto al río Javorica que se convirtió en una pequeña ciudad medieval.
Ante la inminente invasión de los otomanos, Slatina fortaleció su seguridad y defensa. Cayó bajo el dominio otomano en 1544. Una pequeña parte de la población local aceptó el Islam y permaneció viviendo dentro del fuerte, mientras que un pequeño número se unió a la población católica que siguió viviendo en condiciones difíciles en las zonas pantanosas a lo largo del Drava. Durante la ocupación, Slatina perteneció al Sandžak de Požega.
La región de Slatina se liberó del dominio turco a finales del siglo XVII. La antigua ciudad de Slatina también fue destruida en las luchas. Las últimas batallas con los turcos se libraron en 1684 en la zona cercana al bosque de Turbina, entre Slatina y Medinac, cuando la guarnición turca se rindió. Slatina fue destruida.
Después del establecimiento de las autoridades civiles, Slatina pasó al condado de Virovitica. A partir de 1750, Marko Aleksandar barón Pejačević se convirtió en propietario de Slatina.
Los príncipes alemanes Schaumburg-Lippe compraron la finca Slatina a Pejačević en 1841. Con su llegada, aceleraron aún más el desarrollo económico de la ciudad y sus alrededores.
En la segunda mitad del siglo XIX se construyeron las primeras rutas y en 1885 se puso en funcionamiento la primera línea ferroviaria: la línea vecinal de Suhopolje - Slatina, como ramal de la línea Barč - Pakrac, y en 1895 la línea Našice - Slatina - Noskovci, donde se unió al Ferrocarril Slavonska Podravska.
Con una población católica mayoritaria (70%) y un número significativo de creyentes ortodoxos, Slatina se convirtió en un entorno multirreligioso a fines del siglo XIX.

## Geografía
Se encuentra a una altitud de 131 m s. n. m. a 181 km de la capital nacional, Zagreb.

## Demografía
En el censo 2021 el total de población del municipio fue de 11.524 habitantes, distribuidos en las siguientes localidades:
- Bakić - 427
- Bistrica - 118
- Donji Meljani - 218
- Golenić - 17
- Gornji Miholjac - 213
- Ivanbrijeg - 29
- Kozice -  408
- Lukavac - 80
- Markovo - 118
- Medinci - 155
- Novi Senkovac - 230
- Radosavci - 86
- Sladojevački Lug - 67
- Sladojevci - 641
- Slatina - 8.717

| Gráfica de población de Slatina 1857-2021                           |
|                                                                     |
| Según los censos de población de la oficina estadística de Croacia. |

## Economía
La economía está basada en la agricultura, ganadería, silo de cereal, molinos de cereal, tabaco , producción de maquinaria agrícola, textil y materiales de construcción. Se localiza en la carretera principal (M3) Varaždin–Koprivnica–Virovitica–Osijek y la vía de ferrocarril Koprivnica–Virovitica–Osijek.